# 劳拉·科利特
劳拉·科利特（英語：Laura Collett，1989年8月31日—），英国女子马术运动员。她曾代表英国参加2020年夏季奥林匹克运动会马术比赛，获得团体三项赛金牌和个人三项赛第九名。